# Historia económica de Chile

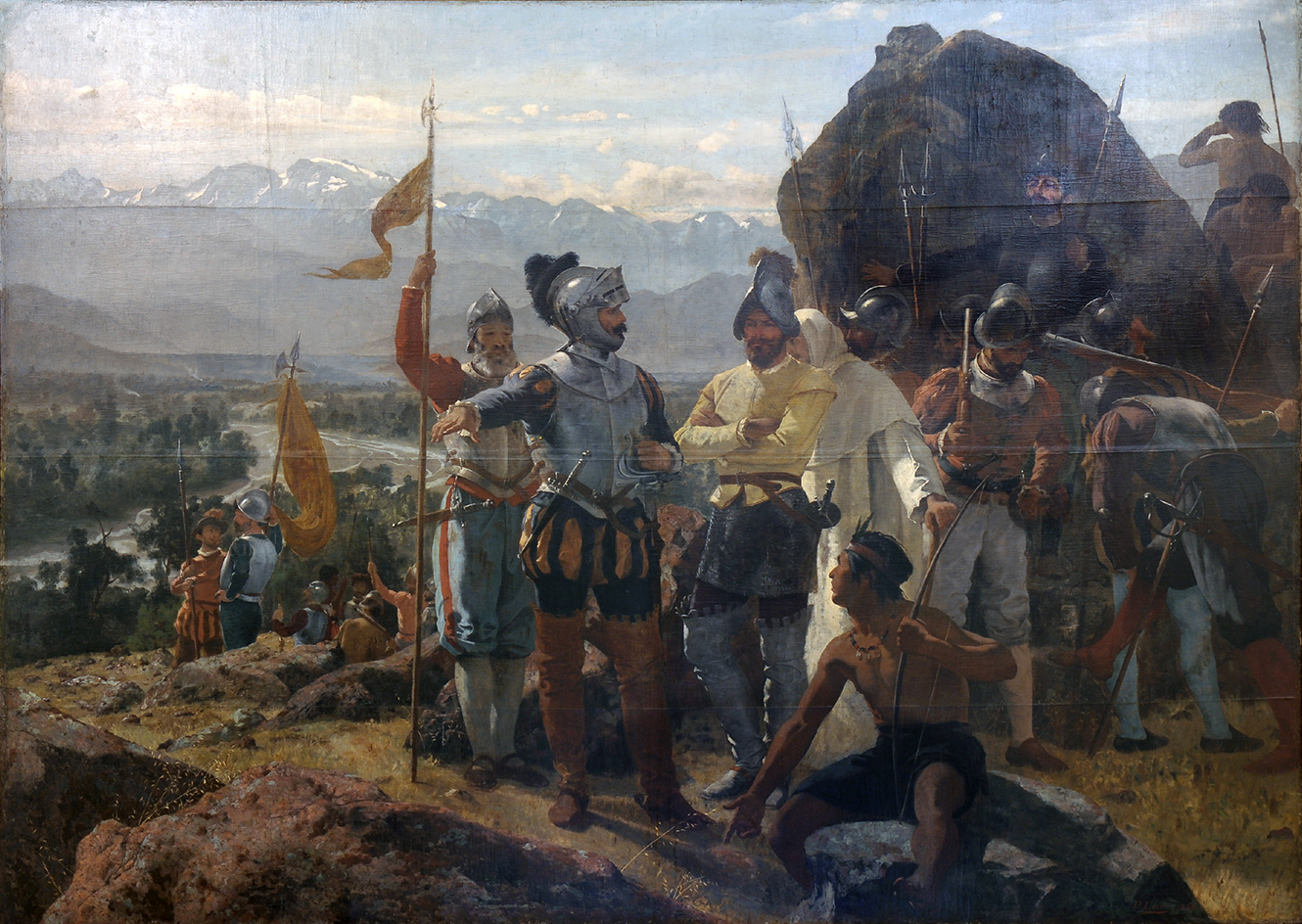
Fundación de Santiago en 1541. Las nuevas ciudades fueron muy importantes para el orden económico que se estableció en Chile durante la conquista.

La historia económica de Chile ha estado marcada por las diferentes políticas que ha experimentado dicho país. Desde los tiempos de la Colonia, la economía chilena ha experimentado con varios métodos, y el país actualmente se encuentra en vías de desarrollo. Su modelo económico ha sido parte fundamental de las políticas internas, sufriendo diversos cambios a lo largo de la historia nacional, especialmente desde la última mitad del siglo XIX, pasando de una economía de sustitución de importaciones, impulsada por los gobiernos radicales (1938-1952) y de corte centro-izquierdista, a una economía de libre mercado, desarrollada principalmente por los Chicago Boys y que ha sido continuada y profundizada por los diversos gobiernos democráticos desde 1990.
Los distintos períodos de la historia económica en Chile se distinguen, en lo fundamental, por la importancia relativa de ciertos recursos en las exportaciones y según el distinto papel del Estado en la economía.

## SiglosXVaXVII
En tiempos coloniales, la economía chilena tiene como su eje la producción agrícola y ganadera. El territorio estaba segmentado en latifundios que dejaron solo pequeños terrenos disponibles a los aldeanos mestizos e indígenas para cultivar. El ganado que creció en los latifundios era una fuente de sebo y cueros, que eran enviados, vía Perú, a España. El trigo era la exportación principal de Chile durante el período colonial. Desde inquilinos (peones), pertenecientes a los encomenderos, o dueños de los latifundios, a los comerciantes y los mismos encomenderos, una cadena de relaciones dependientes se realizaba en torno a la metrópoli española.
El gobierno desempeñó un papel significativo en la economía colonial. Reguló y asignó el trabajo, distribuyó la tierra, concedió monopolios, fijó precios, licenció industrias, entregó derechos de minería, creó empresas públicas, autorizó gremios, canalizó exportaciones, cobraba impuestos, y proporcionó subvenciones. Fuera de la capital, sin embargo, los colonos a menudo no hacían caso o circunvinieron leyes reales. En el campo y en la frontera, los terratenientes locales y los oficiales militares con frecuencia establecían y hacían cumplir su mamá.
La economía se amplió conforme a la regla española, pero algunos criollos se quejaban por los impuestos reales y limitaciones en el comercio y producción. Aunque la corona requiriera que la mayor parte del comercio chileno fuera con Perú, los contrabandistas lograron sostener un poco de comercio ilegal con otras colonias americanas y con la misma España. Chile exportaba a Lima pequeñas cantidades de oro, plata, cobre, trigo, sebo, cueros, harina, vino, ropa, instrumentos, barcos, y mobiliario. Los comerciantes, los fabricantes, y los artesanos se hicieron cada vez más importantes para la economía chilena.
La minería era significativa, aunque el volumen de oro y plata extraída en Chile fuera mucho menor que la producción de Perú o México. Los conquistadores asignaron minas y lavaderos a la gente nacida en la zona y los impusieron en la extracción del metal precioso para los nuevos dueños. La corona reclamó un quinto de todo el oro producido, pero los mineros con frecuencia engañaban a la tesorería. Antes del siglo XVII, las provisiones mermadas y la Guerra de Arauco redujeron la cantidad de oro extraído en Chile.
Como los metales preciosos eran escasos, la mayor parte de los chilenos trabajaba en la agricultura. Los grandes terratenientes se convirtieron en la élite local, a menudo manteniendo una segunda residencia en la capital. Tradicionalmente, la mayor parte de los historiadores han considerado estos grandes estados (llamados haciendas o fundos) ineficaces y explotadores, pero algunos eruditos han afirmado que ellos eran más productivos y menos crueles de lo que son convencionalmente representados.
Las haciendas al principio dependieron para su existencia de la tierra y el trabajo de la gente indígena. Como en el resto de la América española, los funcionarios reales recompensaban a muchos conquistadores según el sistema de encomienda, por el cual un grupo de indios americanos sería consignado temporalmente a su cuidado. Los cesionarios, llamados encomenderos, serían evangelizados a cambio de pequeños pagos de tributo y servicio, pero ellos por lo general aprovechaban sus gastos como trabajadores y criados. Muchos encomenderos también asignaron tierras nativas. A lo largo de los siglos XVI y XVII, los encomenderos frenaban las tentativas de la corona y la Iglesia católica de interferir con su explotación del pueblo indígena.
La colonia chilena dependió fuertemente del trabajo impuesto, que era legalmente la faena pesada o, como el sistema de encomiendas, nominalmente libre. El salario al principio era raro en el período colonial; se hizo mucho más común en los siglos XVIII y XIX. Como pocos indios americanos o africanos estaban disponibles, la población mestiza fue la fuente principal de trabajadores para el número creciente de latifundios, que eran básicamente sinónimos de haciendas.
Aquellos trabajadores en condición de arrendatarios se hicieron conocidos como inquilinos. Muchos de ellos trabajaron fuera de la economía en efectivo, tratando en tierra, trabajo, y trueque. El campo también fue poblado por pequeños terratenientes (minifundistas), trabajadores migratorios (afuerinos), y unas posesiones de tierras comunales mapuches (por lo general bajo título legal).

## Las reformas y modernización borbónica durante elsigloXVIII

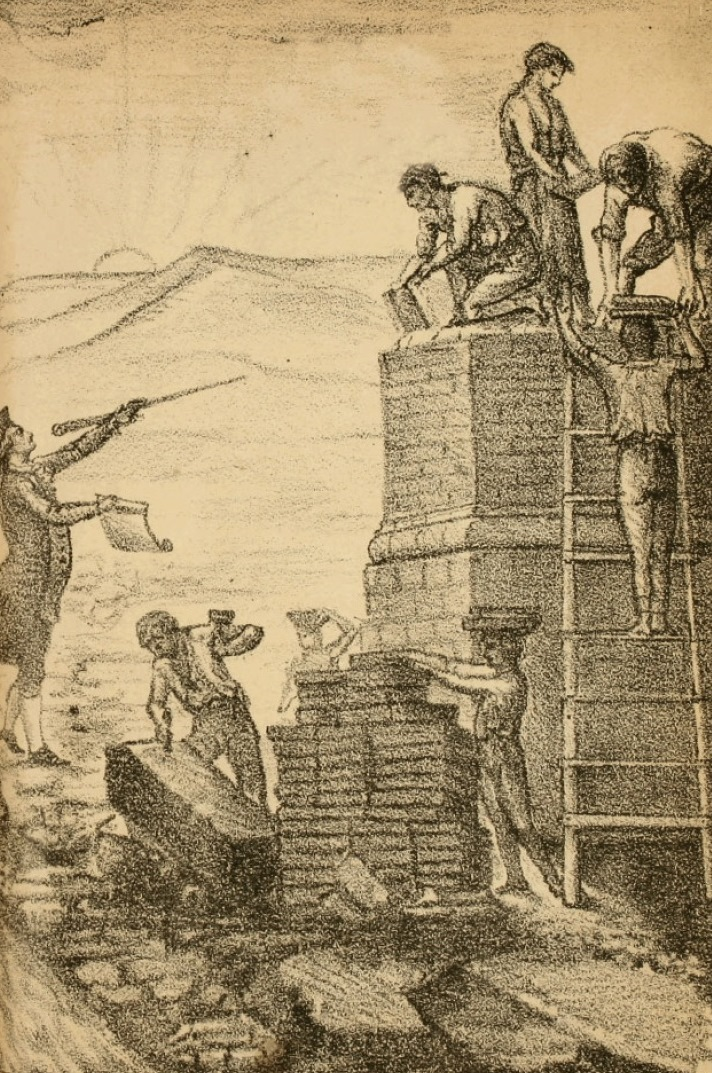
Dibujo de la construcción del puente de Cal y Canto

El reinado de los Habsburgo terminó en el siglo XVII, con la muerte del rey Carlos II en 1700. Sus sucesores en el reino, la dinastía francesa de los Borbones, reinó durante el resto del período colonial. En la segunda mitad del siglo XVIII, trataron de reestructurar el Imperio para mejorar su productividad y defensa. El período principal de reformas borbónicas en Chile duró desde la coronación de Carlos III (1759-88) en España hasta el fin del mandato del gobernador Ambrosio O'Higgins, marqués de Osorno en Chile (1788-96).
El Reglamento de libre comercio de 1778 fue promulgado por el rey Carlos III de España el 12 de octubre de 1778, en el marco de las reformas borbónicas, se aprobó con el fin de permitir el librecambio comercial entre España e Hispanoamérica, flexibilizando el monopolio existente, para lo cual se abrieron al comercio 13 puertos de España con 27 de Indias. Este reglamento supuso un cambio en la actitud de la corona.
Los gobernadores borbónicos dieron a la audiencia de Chile (Santiago) mayor independencia del Virreinato del Perú. Uno de los gobernadores más acertados de la era borbónica fue el irlandés Ambrosio O'Higgins, cuyo hijo Bernardo O'Higgins conduciría el movimiento independentista chileno. Ambrosio O'Higgins promovió la mayor autosuficiencia tanto de producción económica como de administración pública, y amplió y reforzó a los militares. En 1791 también proscribió las encomiendas y el trabajo forzado.
Los Borbones permitieron que Chile comerciara más libremente con otras colonias, así como con estados independientes. El intercambio aumentó con Argentina después de que se convirtió en el Virreinato del Río de la Plata en 1776. Los barcos de Estados Unidos y Europa realizaban comercio directo con Chile hacia el final del siglo XVIII. Sin embargo, el volumen total del comercio chileno permaneció reducido dado que la colonia producía pocos artículos de alto valor para los extranjeros.
El comercio más libre trajo con ello mayor conocimiento de política en el extranjero, sobre todo la extensión del liberalismo en Europa y la creación de Estados Unidos. Aunque algunos miembros de la élite chilena coquetearan con los ideales de la Ilustración, la mayor parte de ellos adhirieron rápido a la ideología tradicional de la Corona española y su compañera, la Iglesia católica. Las nociones de democracia e independencia, sin mencionar el protestantismo, nunca alcanzaron a la gran mayoría de mestizos e indios americanos, que siguieron siendo analfabetos y subordinados.

## 1810-1930: la independencia de Chile, auge exportador y crisis

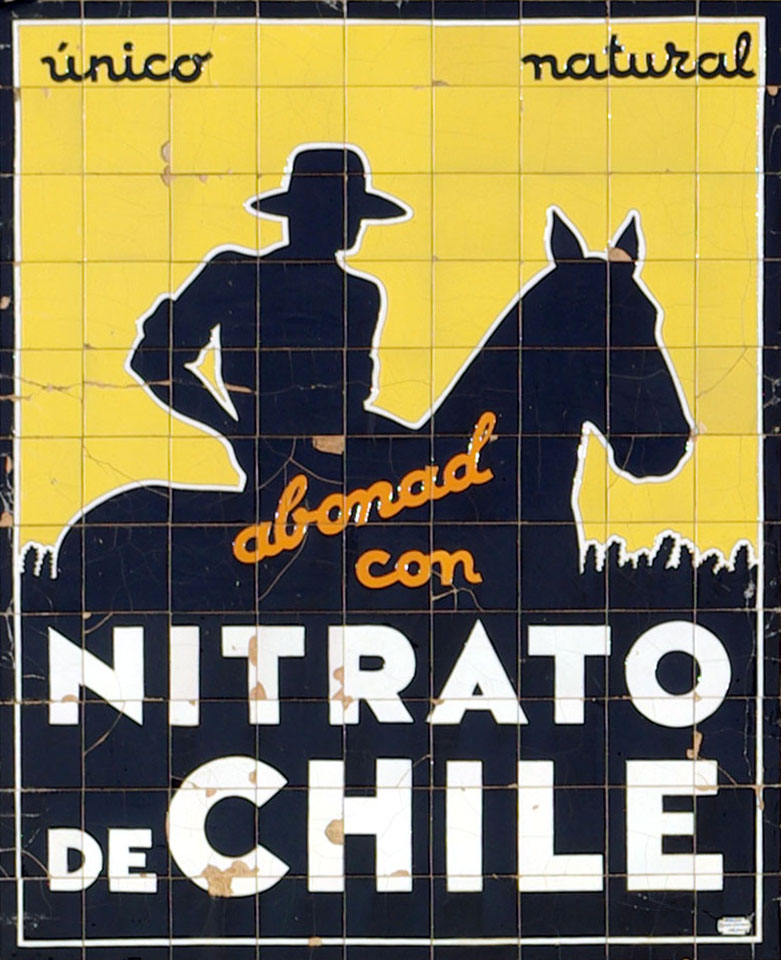
Publicidad de Nitrato de Chile ubicado en España

Después del inicio del proceso independentista en Chile en 1810, la economía creció gracias a una combinación de políticas mercantilistas y de libre mercado. Las exportaciones agrícolas, principalmente trigo, fueron el pilar de la economía de exportación. A mediados de siglo, sin embargo, Chile se había convertido en uno de los productores principales de salitre en el mundo gracias a los minerales de las provincias de Coquimbo y Atacama. Después de la guerra del Pacífico contra Bolivia y Perú (1879-1882), las minas de nitrato en áreas conquistadas durante la guerra se convirtieron en fuente de enormes ingresos, que fueron prodigados a importaciones, proyectos de trabajos públicos, educación, y, menos directamente, la extensión de un incipiente sector industrial.
Entre 1890 y 1924, las exportaciones de nitrato supusieron un promedio de aproximadamente un 25 % del producto interno bruto (PIB) y los impuestos por exportaciones de nitrato representaron aproximadamente la mitad de los ingresos presupuestarios ordinarios del Estado desde 1880 hasta 1920. Hacia 1910 Chile se había establecido como uno de los países más prósperos en América Latina.

## 1930-1970: la Gran Depresión y la intervención activa del Estado

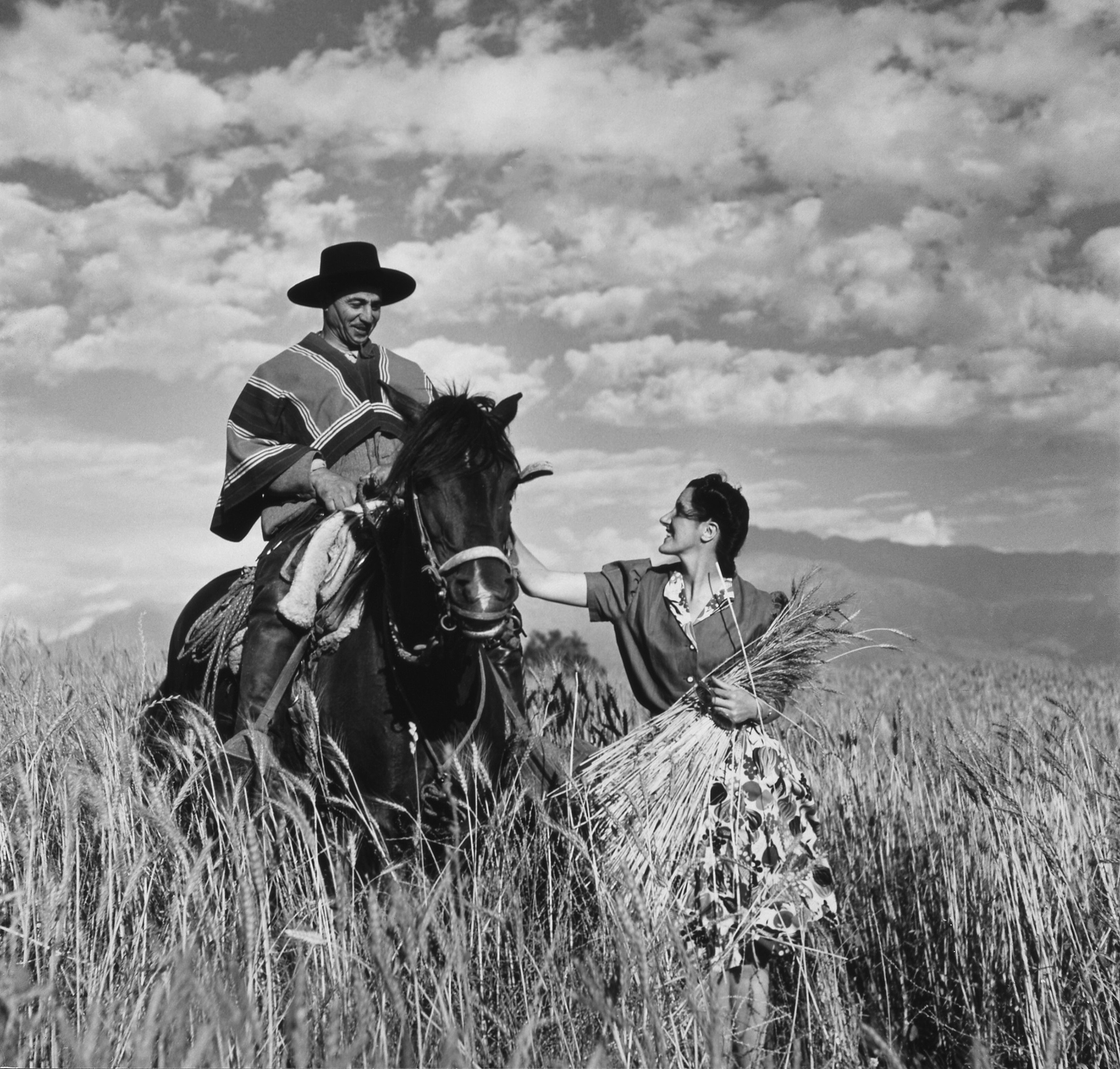
Huaso chileno en un campo de trigo, 1940.

La dependencia de las exportaciones de salitre contribuyó a la inestabilidad financiera del país porque el volumen de gastos públicos dependió de los caprichos del mercado internacional de este producto. Chile afrontó una severa crisis interna cuando la prosperidad de salitre se terminó repentinamente durante la Primera Guerra Mundial a consecuencia de la invención de sustitutos sintéticos por científicos alemanes, a causa del bloqueo inglés de salitre a Alemania. Gradualmente, el cobre sustituyó al salitre como la materia de exportación principal de Chile. Usando nuevas tecnologías que hicieron factible la extracción de cobre de menor ley, las compañías de Estados Unidos compraron minas chilenas existentes para el desarrollo en gran escala.
Chile al principio sintió el impacto de la Gran Depresión en 1930, cuando el PIB cayó un 14 %, los ingresos se redujeron un 27 %, y las exportaciones disminuyeron un 28 %. Hacia 1932 el PIB se había disminuido a menos de la mitad de lo que había sido en 1929, generando un aumento en el desempleo y las bancarrotas empresariales. La Liga de las Naciones etiquetó a Chile como el país más golpeado por la Gran Depresión porque el 80 % de los ingresos públicos procedían de exportaciones de cobre y salitre, que poseían baja demanda.
Influidos profundamente por la Gran Depresión, muchos líderes nacionales promovieron el desarrollo de la industria local en un esfuerzo para aislar la economía chilena de futuros choques externos. Después de seis años de medidas de austeridad del gobierno, que tuvieron éxito en el restablecimiento de la solvencia del país, los chilenos eligieron durante el periodo entre 1938 y 1958 a una sucesión de gobiernos de centro y centroizquierda, interesados en la promoción del crecimiento económico por medio de la intervención pública.
Impulsado en parte por el Terremoto de Chillán de 1939, el gobierno del Frente Popular de Pedro Aguirre Cerda creó la Corporación de Fomento de la Producción (CORFO) con el fin de impulsar con subvenciones e inversiones directas, un programa ambicioso de industrialización de substitución de importaciones. Por consiguiente, como en otros países latinoamericanos, el proteccionismo se hizo un aspecto firmemente enraizado de la economía chilena.
La industrialización de substitución de importaciones fue afectada por el advenimiento de la Segunda Guerra Mundial y la pérdida de acceso a muchos productos importados. Las compañías estatales de energía eléctrica, acero, petróleo, y otras industrias pesadas también fueron creadas y se ampliaron durante los primeros años del proceso de industrialización, sobre todo bajo la dirección de CORFO.
A pesar de que al principio hubo impresionantes tasas de crecimiento, la industrialización de substitución de importaciones no produjo una expansión sostenible del sector industrial. Con la industrialización el proceso desarrolló una serie de restricciones, mandos, y regulaciones a menudo contradictorias. Con el tiempo, las industrias encontraron que sus mercados eran limitados en una sociedad donde un porcentaje grande de la población era pobre y donde muchos habitantes rurales vivieron en los márgenes de la economía monetaria. El modelo económico no generó una industria de bienes de equipo viables porque las firmas confiaron en importaciones de capital a menudo anticuadas y bienes intermedios. La supervivencia a menudo dependía de subvenciones estatales o protección estatal. De hecho, era debido a estas restricciones de importación que muchas de las industrias domésticas eran capaces de sobrevivir. Por ejemplo, varios estudios relativos han indicado que Chile tenía una de las más altos, y más variable, estructuras proteccionarias en el mundo en vías de desarrollo. Como una consecuencia, muchas, si no la mayoría, de las industrias creadas conforme a la estrategia de industrialización de substitución de importaciones eran ineficaces. También, ha sido argumentado que esta estrategia condujo al uso de producción muy costosa, que, entre otras ineficiencias, obstaculizaba la creación de trabajo.
Durante el período de industrialización de substitución de importaciones, el cobre siguió siendo la materia de exportación principal y la fuente del mercado de divisas, así como un generador importante de ingresos del gobierno. La parte retenida del gobierno chileno del valor de la salida de cobre aumentó de aproximadamente un cuarto en 1925 a un 80 % en 1970, principalmente debido a impuestos más altos. Aunque las mejores políticas proteccionistas aislaron a Chile de los choques ocasionales de mercados de materias primas mundiales, los cambios de precios siguieron tomando su peaje.

### 1950-1970: La industrialización

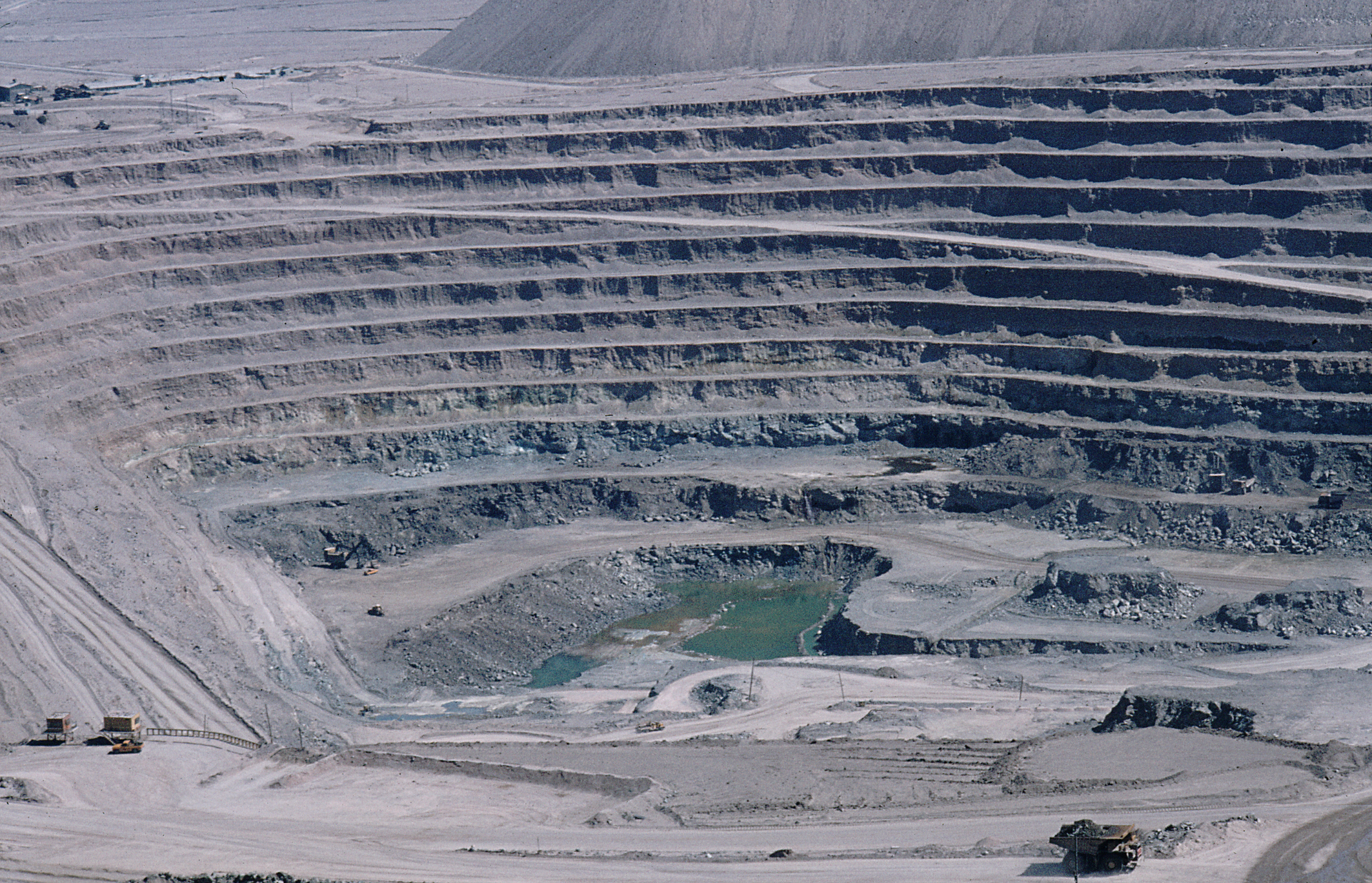
Mina de cobre de Chuquicamata, símbolo de la producción minera en Chile.

Entre 1950 y 1970, la economía chilena crecía a niveles marginales. El PIB creció en un promedio del 3,8 % por año, mientras que el verdadero PIB per cápita aumentó en un promedio anual del 1,6 %. Durante este período, la interpretación económica de Chile era la más pesimista en América Latina.
Uno de los objetivos que perseguía el modelo ISI era que el país disminuyera las relaciones exteriores para fomentar el crecimiento interno. Pero según datos de la OXLAD, entre 1950 y 1970 las exportaciones de Chile aumentaron en relación con su PIB y por lo tanto no se consiguió.
Como en la mayoría de los casos históricos, la estrategia de sustitución de importaciones de Chile fue acompañada por una supervaloración aguda del dinero doméstico que impidió el desarrollo vigoroso de las exportaciones no tradicionales (es decir, aquellas que no tuvieran relación con el cobre). Aunque se intentó una reforma agraria, el gobierno cada vez más recurrió al control de precios agrícolas a fin de subvencionar el funcionamiento urbano y clases medias. El sector agrícola fue en particular afectado por la supervaloración del dinero de Chile. El revestimiento de la agricultura fue, de hecho, uno de los síntomas más sensibles de los problemas económicos de Chile de los años 1950 y los años 1960. Durante este período la extracción y fabricación a partir del cobre aumentó considerablemente sus exportaciones totales.
El modelo de sustitución de importaciones buscaba reducir en un primer momento las importaciones de bienes de consumo, y posteriormente las de bienes intermedios y de capital. Sin embargo, los datos de la OXLAD nos permiten ver que tampoco se consiguió lo que se pretendía. La importación de bienes de consumo aumentó ligeramente, aunque menos que la de bienes de capital (necesarios para llevar a cabo la industrialización que buscaba el modelo); y los bienes intermedios perdieron peso en un primer momento para comenzar a coger importancia otra vez en la década de los sesenta.
Antes de 1960, la mayor parte de las substituciones fáciles y obvias de bienes importados habían sido hechas ya; el proceso de la substitución de importaciones se hacía rápidamente menos dinámico. Por ejemplo, entre el total de 1950 y 1960 la verdadera producción industrial creció en una tasa anual de solo el 3,5 %, menos de la mitad del promedio de la década anterior.
Durante los años 1950, la inflación, que había sido un problema crónico en Chile desde al menos los años 1880, se hizo particularmente seria; el índice de precios aumentó y marcó un promedio del 36 % por año durante la década, alcanzando un máximo del 84 % en 1955. La fuente principal de la presión inflacionista en la economía chilena era una política fiscal notablemente floja. La historia económica de Chile ha estado marcada por tentativas fracasadas de contener la inflación. Durante los años 1950 y los años 1960, se lanzaron tres programas de estabilización principales, uno en cada administración. El aspecto común de estos esfuerzos era el hincapié hecho en el abordaje de varias consecuencias de presiones inflacionistas, como precios, salarios, y aumentos de tipo de cambio, más bien que la causa primordial del crecimiento de dinero, la monetización del déficit fiscal. A pesar de los esfuerzos de los presidentes Carlos Ibáñez del Campo (1927-31, 1952-58) y Jorge Alessandri Rodríguez (1958-64), la inflación tuvo un promedio del 31 % por año durante estas dos décadas. En 1970, el último año del gobierno del presidente Eduardo Frei Montalva (1964-70), la tasa de inflación llegó al 35 %.
Durante los años 1960, y sobre todo durante la administración Frei Montalva, fueron lanzados algunos esfuerzos para reformar la economía. Estos incluyeron una reforma agraria, una liberalización limitada del sector externo, y una política de minidevaluaciones que apuntaban a la prevención de la erosión del tipo de cambio real. Conforme a la Ley de Reforma Agraria de 1962, se creó la Corporación de la Reforma Agraria (CORA) para manejar la distribución, pero la reforma agraria resultó ser lenta y cara. A pesar de estos y otros reformas, hacia finales de los años 1960 parecía que la interpretación de la economía no había mejorado en relación con los veinte años anteriores. Además, la economía aún era fuertemente regulada.

## Gobierno de la Unidad Popular
En septiembre de 1970, Salvador Allende, el candidato de la Unidad Popular (UP), fue elegido presidente de Chile. Durante los siguientes tres años lideró una experiencia política y económica única. Era una coalición de partidos de izquierda y centroizquierda dominados por el Partido Socialista de Chile y el Partido Comunista de Chile, ambos de los cuales buscaban poner en práctica reformas profundamente institucionales, políticas y económicas. El programa de la UP proponía una "vía chilena al socialismo" democrática.
Cuando Allende tomó posesión del cargo en noviembre de 1970, su gobierno afrontó una economía estancada y debilitada por la inflación, que alcanzó una tasa del 35 % en 1970. Entre 1967 y 1970, el verdadero PIB per cápita había crecido solo el 1,2 % anual, una tasa considerablemente por debajo del promedio latinoamericano. La balanza de pagos había mostrado que los excesos sustanciales durante todos excepto uno de los años a partir de 1964 hasta 1970, y, cuando la UP llegó al poder, el Banco Central de Chile tenía un stock de reservas internacionales de aproximadamente 400 millones de dólares.
La UP tenía un número de objetivos económicos a corto plazo: iniciar transformaciones económicas estructurales, incluyendo un programa de nacionalización; aumentar los salarios reales; reducir la inflación; estimular el crecimiento económico; incrementar el consumo, especialmente entre la gente pobre; y reducir la dependencia económica del resto del mundo. El programa de nacionalización de la Unidad Popular debía ser logrado mediante una combinación de nueva legislación, requisiciones, y compra de acciones a pequeños accionistas. Las otras metas debían ser logradas mediante un impulso a la demanda agregada, principalmente generada por altos gastos gubernamentales, acompañados de estrictos controles de precios y mediciones para redistribuir el ingreso.
El programa macroeconómico de la UP estaba basado en varios supuestos clave, siendo el más importante el hecho de que el sector manufacturero tenía una amplia capacidad no utilizada. Esto proveyó la base teórica para la creencia de que grandes déficits fiscales no necesariamente serían inflacionarios. La falta de una utilización completa fue, en parte, atribuida a dos factores fundamentales: la naturaleza monopolística de la industria manufacturera y la estructura de la distribución de ingresos. Basado en este diagnóstico, se creía que el ingreso sería redistribuido entre los grupos pobres a través de ingresos de salarios y si los precios serían adecuadamente controlados, lo que redundaría en una expansión significativa de la demanda y la producción.
En cuanto a la inflación, el programa de la UP culpó a las rigideces estructurales (es decir, la lenta o nula respuesta de la cantidad suministrada a los aumentos de precios), y el rol de fijación de precios monopolísticos, y restó importancia al papel de las presiones fiscales y la creación de dinero. Se prestó poca atención al sector financiero, dada la orientación económica de los tecnócratas del nuevo régimen hacia la sustitución de importaciones, que en ese entonces era la filosofía estructuralista de la Comisión Económica para América Latina. De hecho, el ministro de Relaciones Exteriores y Vicepresidente de Allende, Clodomiro Almeyda, relata en sus memorias cómo en la primera reunión postelectoral del equipo económico, dichos tecnócratas expresaron de manera convincente que la gestión monetaria y financiera no merecían demasiada atención. Alfonso Inostroza, el presidente del Banco Central de Chile en ese entonces, señaló a inicios de 1971 que el principal objetivo de la política monetaria era "convertirla en un instrumento clave... para lograr la movilización total de los recursos productivos, y su asignación a aquellas áreas a las que el gobierno les da prioridad..." Esto fue consistente desde el punto de vista de la inflación de quienes defienden el estructuralismo.
La perspectiva de la UP referente a la economía funcionaba ignorando muchos de los principios clave de la teoría económica tradicional. Esto se reflejó no solo en la muy disminuida atención a las políticas monetarias, sino que también en el desprecio absoluto del tipo de cambio como una variable clave para determinar el equilibrio macroeconómico. En particular, el programa de la UP y sus políticas no prestaban atención al tipo de cambio real como determinante de la posición competitiva internacional del país. Por otra parte, la UP no reconoció que sus políticas no serían sostenibles en el mediano plazo y que las limitaciones de capacidad se convertirían en un obstáculo insuperable para un rápido crecimiento.

### Crisis económica y golpe de Estado

#### 1970-1971
Después de asumir el poder en noviembre de 1970, la UP rápidamente comenzó a poner en práctica su programa. En el área de reformas estructurales, dos medidas básicas fueron inmediatamente comenzadas. Primero,la reforma agraria fue enormemente intensificada, y un número grande de granjas fue expropiado. Segundo, el gobierno propuso cambiar la Constitución Política a fin de nacionalizar las grandes minas de cobre que fueron conjuntamente apropiadas por firmas grandes de los Estados Unidos y el estado chileno.
Los gastos del gobierno se ampliaron enormemente, y en 1971 los salarios reales y los salarios en el sector público aumentaron un promedio del 48 %. Los salarios en el sector privado crecieron aproximadamente el mismo promedio. También, el empleo del sector público entre 1970 y 1972 creció un promedio del 11,4 % anual. En los dos primeros cuartos de 1971, el egreso industrial aumentó un 6,2 % y el 10,6 % comparado con los mismos períodos en el año anterior. Las ventas industriales crecieron en promedios aún más grandes: el 12 % durante el primer cuarto y el 11 % durante el segundo cuarto.
En general, el comportamiento de la economía en 1971 pareció justificar a los economistas de la UP: el PIB real creció en un 7,7 %, los salarios reales aumentaron en promedio un 17 %, el consumo agregado creció en una tasa real del 13,2 %, y la tasa de desempleo bajó debajo del 4 %. También, y más importante para los líderes políticos de la UP, la distribución de ingresos mejoró considerablemente. En 1971 la parte de trabajo del PIB alcanzó el 61,7 %, casi diez puntos porcentuales más alto que en 1970. Todo esto creó un sentido de euforia en el gobierno.
El 11 de junio de 1971 el Congreso Nacional aprobó unánimemente una enmienda a la constitución que nacionalizaba las grandes minas de cobre. Como consiguiente, la reforma del sistema bancario y las grandes firmas industriales era más difícil porque el gobierno careció de los medios institucionales de poner en práctica la nacionalización. Al principio, este obstáculo fue aliviado porque el gobierno compró bloques de acciones, sobre todo acciones bancarias, en precios altos. Estas adquisiciones en parte fueron complementadas por un proceso de requisición o la expropiación de compañías de propiedad extranjera basadas en el antiguo, y hasta entonces olvidado, Decreto Ley 520, promulgado durante la corta existencia de la República Socialista de Marmaduke Grove Vallejo de 1932.
Todo siguió bien en la economía en 1971. Las políticas macroeconómicas de la UP generaban rápidamente una situación de inflación reprimida. La alta tasa de crecimiento del PIB era en gran parte el resultado de un aumento de casi el 40 % de importaciones de bienes intermedios. El déficit fiscal había saltado del 2 % del PIB en 1970 a casi el 11 % en 1971. El precio en el cual la oferta de dinero creció el 100 % excedido en 1971. Como consiguiente, las reservas internacionales heredadas por el gobierno de Allende fue reducida en más de una mitad solo en aquel año. Una reducción rápida de inventarios fue otro factor importante en la extensión de consumo.
Hacia finales de 1971, las presiones inflacionistas se habían hecho evidentes. La economía experimentaba las consecuencias de una demanda agregada de bienes y servicios bien arriba el suministro agregado en precios corrientes. Este desequilibrio fue agravado por una serie de disputas de trabajo en muchos establecimientos grandes que causaron a la entrada en funciones de aquellas firmas por sus trabajadores. De hecho, este procedimiento se hizo el camino institucionalizado del cual el gobierno agarró un número grande de firmas.

#### 1972

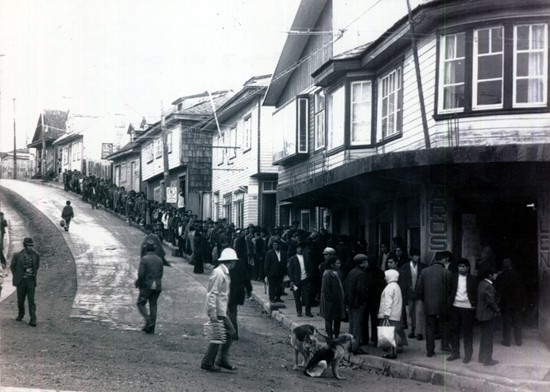
Colas debido al desabastecimiento de productos durante el gobierno de Salvador Allende en 1972

Durante 1972 los problemas macroeconómicos siguieron aumentando. La inflación superó el 200 %, y el déficit fiscal superó el 13 % del PIB. El crédito interno al sector público creció en casi 300 %, y las reservas internacionales cayeron por debajo de los 77 millones de dólares. Los salarios reales cayeron un 25 % en 1972.
La economía clandestina y el "mercado negro" crecieron a medida que más y más actividades se retiraban de la economía oficial. Como resultado, muchas fuentes de ingresos fiscales desaparecieron. Se inició un círculo vicioso: la inflación reprimida alienta a la economía informal, lo que reduce los ingresos fiscales y provoca un aumento de los déficits y una inflación aún mayor. En 1972 dos programas de estabilización se llevaron a cabo, ambos sin éxito.
Al evaluar los problemas que enfrentaba la economía, los economistas de la UP generalmente señalaban que las autoridades no habían impuesto controles adecuados para ejecutar el programa de Allende. Esta visión guio al primero, aunque débil, intento de estabilizar la economía que fue lanzado en febrero de 1972. Los controles de precios fueron el principal ingrediente del programa. A mediados de 1972 era evidente que el programa de estabilización de febrero fue un fracaso. La economía clandestina se extendía, la producción había comenzado a decaer, la inflación alcanzó una tasa anual del 70 % en el segundo trimestre, las reservas de divisas eran muy escasas, y el valor de la moneda en el mercado negro estaba cayendo rápidamente. Las elecciones parlamentarias previstas para marzo de 1973 hicieron que la situación se tornara particularmente difícil para la UP. En agosto de 1972, un nuevo programa de estabilización fue lanzado bajo el monitoreo político del Partido Comunista de Chile. Esta vez, no solo los precios estaban controlados oficialmente, sino que los canales de distribución serían asumidos por el gobierno, en un intento por reducir la expansión del mercado negro.
A diferencia del plan anterior, el programa de estabilización de agosto de 1972 se basó en una devaluación masiva del escudo. El gobierno esperaba que el resultado fuera una disminución de las crecientes presiones sobre la balanza de pagos. El programa también incluía dos medidas básicas para contener las presiones fiscales. En primer lugar, nacionalizó las empresas que estaban autorizadas a aumentar los precios como medio para recubrir las necesidades de financiación, especialmente de los recientemente nacionalizados sectores manufacturero y agrícola (grandes empresas manufactureras y granjas que habían sido expropiadas arbitrariamente). La devaluación y un gran número de incrementos de precios resultaron en tasas de inflación anualizadas de 22,7 % en agosto y 22,2 % en septiembre.

A mediados de 1972, el gobierno anunció que había redactado una nueva política salarial basada en un aumento de los salarios públicos y privados en una proporción igual a la tasa de inflación acumulada entre enero y septiembre. Además, la nueva política señalaba ajustes salariales más frecuentes. Al mismo tiempo, Estados Unidos realizó una campaña para profundizar la crisis de la inflación. El economista chileno Jacobo Schatan escribe:
"Está claro que la escasez ha sido manipulada por razones políticas, para crear un clima favorable tanto para el golpe de Estado y, posteriormente, el cambio total del sistema económico".

#### 1973
Durante el primer trimestre de 1973, los problemas económicos de Chile llegaron a ser extremadamente graves. La inflación alcanzó una tasa anual de más de 120 %, la producción industrial declinó cerca de un 6 %, y las reservas de divisas en poder del Banco Central estaban apenas por encima de los 40 millones de dólares. El mercado abarcaba una variedad cada vez mayor de las transacciones en divisas. El déficit fiscal continuó aumentando como resultado de la espiral de gastos y la rápida desaparición de fuentes de tributación. Para ese año, el déficit fiscal finalizó sobre el 23 % del PIB.
La profundidad de la crisis económica afectó seriamente a la clase media, y las relaciones entre el gobierno de la UP y la oposición se volvieron cada vez más confrontacional. El 11 de septiembre de 1973, el gobierno de la UP llegó a un repentino final con el golpe militar y el asesinato del presidente Allende.
Cuando los militares tomaron el poder, el país estaba dividido políticamente, y la economía era un desastre. La inflación era galopante, y las distorsiones de precios relativos, derivadas principalmente del control masivo de precios, eran endémicas. Además, las actividades del mercado negro eran rampantes, los salarios reales habían caído drásticamente, las perspectivas económicas de la clase media se habían oscurecido, el sector exterior se enfrentaba a una grave crisis, la producción y la inversión estaban cayendo marcadamente, y las finanzas del gobierno estaban completamente fuera de control. esto deribo en el Golpe de Estado en Chile de 1973,

## 1975-1981: dictadura militar y reformas neoliberales

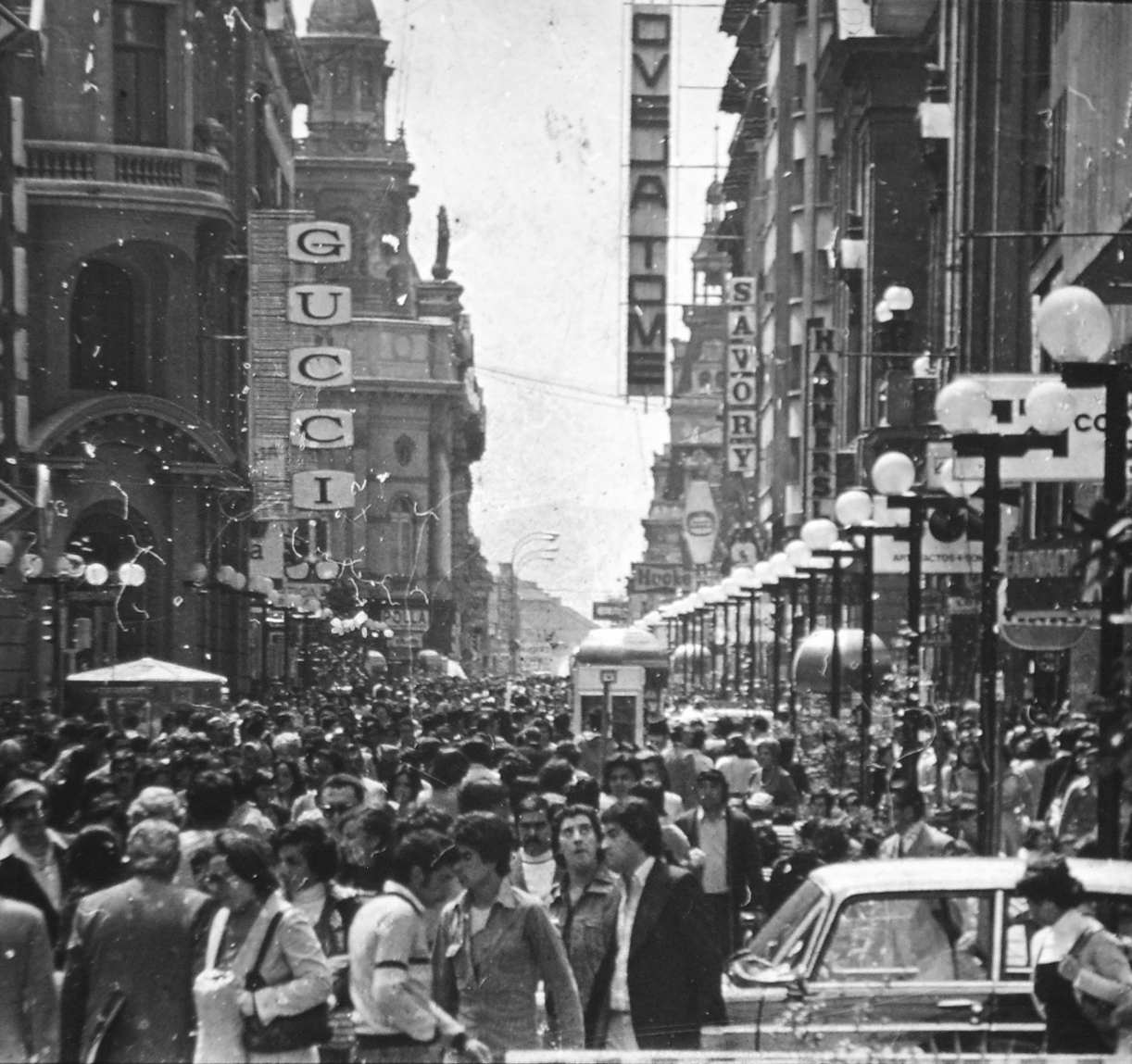
Imagen del Paseo Ahumada, ubicado en Santiago, del año 1977.

Después de que los militares asumieron el gobierno en septiembre de 1973, hubo un año y medio de abandono benigno de la economía cuando el régimen consolidó su poder. En abril de 1975, los llamados "Chicago Boys" tomaron el control de la política económica, y comenzó un período de grandes cambios económicos. Chile fue transformado gradualmente de una economía aislada del resto del mundo, con la intervención fuerte del gobierno en una economía integrada liberalizada, mundial, donde las fuerzas de mercado fueron dejadas libres de dirigir la mayor parte de las decisiones de la economía. Este período fue caracterizado por varios logros económicos importantes, sostenidos por el apoyo de la administración estadounidense: se redujo la inflación enormemente, el déficit público fue prácticamente eliminado, la economía pasó por una drástica liberalización de su sector exterior, y se estableció un sistema de mercado fuerte. Junto con estos logros, las caídas ocurrieron en el nivel de vida de los ciudadanos más pobres, la pobreza creció dramáticamente, los salarios disminuyeron, y el hueco entre rico y pobre se ensanchó considerablemente.
Desde un punto de vista económico, la era del Dictador Augusto Pinochet Ugarte (1973-90) puede ser dividida en dos períodos. El primero, desde 1975 hasta 1981, corresponde al período en el que se pusieron en práctica la mayor parte de las reformas. El período concluyó con la crisis de deuda internacional y el colapso de la economía chilena. En aquel punto, el desempleo era muy alto, por encima del 20 %, y una proporción grande del sector bancario había quebrado. Durante este período, una política económica pragmática que enfatizó en la extensión de exportaciones y el crecimiento fue puesta en práctica. El segundo período, desde 1982 hasta 1990, se caracterizó por la recuperación económica y un movimiento adicional hacia una economía libre de mercado, aunque en un paso más lento que aquel de principios de los años 1980.

### Política comercial
Uno de los objetivos económicos fundamentales de la dictadura militar fue abrir la economía al resto del mundo. Sin embargo, este no era la primera tentativa en la liberalización del comercio internacional en Chile. Entre 1950 y 1970, el país pasó por tres tentativas de liberalización comercial sin alcanzar la liberalización completa. Además, tres tentativas rápidamente se terminaron en la frustración y en una reversión a controles de divisas, el uso de tipos de cambio múltiples, y restricciones cuantitativas masivas. Un rasgo en particular interesante de las tres tentativas en la liberalización es que, aunque ocurrieran bajo tres sistemas de tipo de cambio diferentes, todos sufrieron un colapso, al menos en parte debido a un verdadero tipo de cambio muy supervalorado.
A inicios de 1974, Chile adoptó unilateralmente un régimen comercial abierto caracterizado por bajas aranceles en las tarifas de importación, una carencia de cambio o mandos comerciales, y restricciones mínimas al movimientos de capitales. A inicios de 1979, la política comercial de Chile se liberalizó; posteriormente, no había restricciones cuantitativas, licencias, o prohibiciones. Un impuesto de importación uniforme que varía entre el 10 % y el 35 % entró en vigor, y, hasta 1980, el verdadero tipo de cambio sobre la valoración generalmente era evitado. Hacia 1990 Chile era el único país, según el Banco Mundial, cuyo índice de liberalización alcanzó el nivel posible máximo de 20, indicando una ausencia de la deformación de sector externo.
En 1973, las tarifas de importación hicieron un promedio del 105 % y fueron muy dispersas, con algunos bienes sujetos a tarifas nominales de más del 700 % y otros totalmente eximidos de derechos de importación. Además de tarifas, una batería de restricciones cuantitativas fue aplicada, incluso prohibiciones de importación absolutas y depósitos de importación previos de hasta el 10.000 %. Estas medidas protectoras fueron complementadas por un sistema de tipo de cambio múltiple y que consiste en quince tipos de cambio nominales diferentes. Hacia agosto de 1975, todas las restricciones cuantitativas habían sido eliminadas, y la tarifa media había sido reducida al 44 %. Este proceso de reducciones de tarifa siguió hasta junio de 1979, cuando todas las tarifas fueron fijadas en el 10 %. A mediados de los años 1980, en medio de la crisis de deudas, las excursiones de tarifa temporales fueron puestas en práctica; hacia 1989, sin embargo, un nivel uniforme del 15 % había sido establecido.
Durante el primer período (1975-1979) de la dictadura militar, la apertura del sector externo de Chile fue acompañado por un tipo de cambio real fuertemente depreciado. En 1979, sin embargo, las autoridades adoptaron una política de tipo de cambio fijo que resultó en una aguda sobrevaloración del peso chileno, la pérdida de competitividad internacional, y, en 1982, una profunda crisis económica. En 1984 y 1985 esta situación se revirtió, y se implantó una política de depreciación y tasas de cambio real altamente competitivas. La combinación de estas dos políticas - bajas tarifas y una tasa de cambio real competitiva - tuvieron un impacto significativo en la estructura económica chilena. La participación de las manufacturas en el PIB cayó de cerca del 29 % en 1974 al 22 % en 1981. La productividad en los sectores transables creció sustancialmente, y las exportaciones se diversificaron. Chile buscó también nuevos mercados de exportación, de modo que ningún mercado individual comprara más del 20 % de las exportaciones totales del país. En la década de los 90, las exportaciones se habían convertido en el motor del crecimiento, y la reforma comercial chilena fue apreciada por instituciones multinacionales y observadores de diferentes tendencias ideológicas. Gracias al auge de las exportaciones entre 1986 y 1991, y en particular al creciente aumento de las exportaciones de frutas frescas y productos manufacturados, Chile experimentó la mayor tasa de crecimiento del PIB en América Latina (denominado Milagro de Chile), con un incremento anual del 4,2 %.
En lo que quizás fue el signo más seguro del éxito de las reformas comerciales, el nuevo gobierno democrático del presidente Patricio Aylwin (1990-1994), electo en diciembre de 1989, decidió continuar con el proceso de apertura y reducción de aranceles de importación a un 11 %. Curiosamente, el equipo económico de Aylwin, entre ellos el ministro de Hacienda y el ministro de Economía, Fomento y Reconstrucción, habían sido críticos implacables del proceso de reformas durante su ejecución a mediados y fines de los años 70.

### Reforma bancaria y del sector financiero
Un objetivo importante de la dictadura militar fue la liberalización y modernización del sector bancario. Hasta 1973 el mercado de capitales interno había sido muy reprimido, con la mayoría de los bancos en propiedad del Estado. Las tasas de intereses reales eran negativas, y había restricciones cuantitativas a los créditos. El proceso de liberalización se inició lentamente, a principios de 1974, con las venta de los bancos de vuelta al sector privado, la liberalización de las tasas de interés, la relajación de algunas restricciones en el sector bancario, y la creación de nuevas instituciones financieras. Los movimientos internacionales de capital, sin embargo, fueron estrictamente controlados hasta mediados de 1979. En junio de ese año, el gobierno decidió comenzar a liberalizar la cuenta de capital de la balanza de pagos, levantando algunas restricciones a movimientos de capital a mediano y largo plazo.
La apertura de la cuenta de capitales dio lugar a un flujo masivo de capitales extranjeros que contribuyeron a los posteriores problemas de la deuda internacional de Chile. En 1980 las entradas de capital fueron más del doble de las de 1979 —2500 millones de dólares frente a 1200 millones de dólares— y en 1981 el nivel de ingresos de capitales se duplicó nuevamente, llegando a 4500 millones de dólares.
Un resultado importante de las reformas al sector financiero fue que el número de instituciones financieras y el volumen de intervención extranjera aumentaron considerablemente. Por ejemplo, en 1981 había 26 bancos nacionales, 19 bancos extranjeros, y 15 instituciones de ahorro y crédito (más conocidas como "financieras"), un número significativamente más alto que los 18 bancos nacionales y 1 banco extranjero en funcionamiento en septiembre de 1973. Además, entre 1973 y 1981 el volumen real del crédito total al sector privado aumentó en más de un 1100 %.
Al menos en términos de aumento del grado de intermediación financiera, la liberalización ha sido un éxito. Sin embargo, era evidente desde el principio que la liberalización del mercado de capitales se enfrentaban a tres grandes obstáculos. En primer lugar, las tasas de interés eran muy altas. En segundo lugar, a pesar del crecimiento significativo en el ámbito de la intermediación financiera, el ahorro interno no ha aumentado en la medida en que los proponentes de las reformas habían esperado. De hecho, el ahorro interno se encontraba en uno de sus niveles más bajos de la historia entre 1974 y 1982. Hay varias explicaciones posibles para el comportamiento del ahorro interno. Uno de los más populares de estas se basa en la idea de que la apreciación de los activos internos que se estaba produciendo en ese momento, como acciones y precios de la tierra, dio lugar a una acumulación real de los activos sin salvar. Este aumento de la riqueza del sector privado era coherente con mayores niveles de consumo en un determinado ingreso. En tercer lugar, y quizás más importante, el rápido crecimiento del sector financiero tuvo lugar en un entorno en el que las autoridades monetarias no ejercían ninguna supervisión. Como resultado, los bancos han acumulado un volumen sin precedentes de préstamos incobrables, una situación que llevó a la crisis financiera de 1982-1983. Como consecuencia de esta crisis, un número de bancos se declararon en quiebra entre 1983 y 1984, los cuales fueron colocados temporalmente bajo control del gobierno, y luego fueron reprivatizados. En 1992, después de que las autoridades monetarias habían aprendido por las malas la importancia de la supervisión bancaria, el sector financiero de Chile se había convertido en altamente estable y dinámico.

### Reforma al mercado de tierras rurales
En el momento del golpe militar, alrededor del 60 % de las tierras de regadío de Chile y el 50 % de la superficie agrícola total estaba controlada por el sector público. La reforma agraria se había iniciado en la década de 1960 con expropiaciones de grandes latifundios (aquellos con más de 80 hectáreas de regadío), y el fomento de la explotación de pequeñas granjas administradas por sus propietarios. La administración Allende favoreció las explotaciones de granjas a gran escala mediante cooperativas y la administración del Estado sobre la propiedad privada de las tierras agrícolas. A partir de 1974, la dictadura militar comenzó a utilizar a la Corporación de la Reforma Agraria (CORA) para poner fin a la Reforma Agraria mediante la distribución de tierras para establecer granjas familiares con propiedad individual. En un periodo de tres años, 109 000 granjeros y 67 000 descendientes de mapuches tenían asignados derechos de propiedad en granjas pequeñas. Alrededor del 28 % de la tierra expropiada fue devuelta a sus dueños anteriores, y el resto fue subastada.
Tres asuntos jurídicos fundamentales fueron entonces clarificados por decretos ley en 1978. La autoridad del gobierno para expropiar tierras fue derogada, los límites máximos de tenencia de tierras (el equivalente a ochenta hectáreas de regadío) fueron suprimidos, y la prohibición de la propiedad corporativa de la tierra fue eliminada. A fines de 1978, todas las tierras agrícolas de propiedad pública habían sido distribuidas, y la CORA fue cerrada legalmente.
Las reformas en la legislación que reguló el arrendamiento de tierras y subdivisiones de tierras en 1980 le agregó flexibilidad a los mercados de tierras rurales. Pero tal vez los aspectos más cruciales de las reformas fueron la separación de los derechos de aguas de la propia tierra y la posibilidad legal de transferir los títulos de aguas independientemente de las transacciones de tierras.

### Reforma laboral

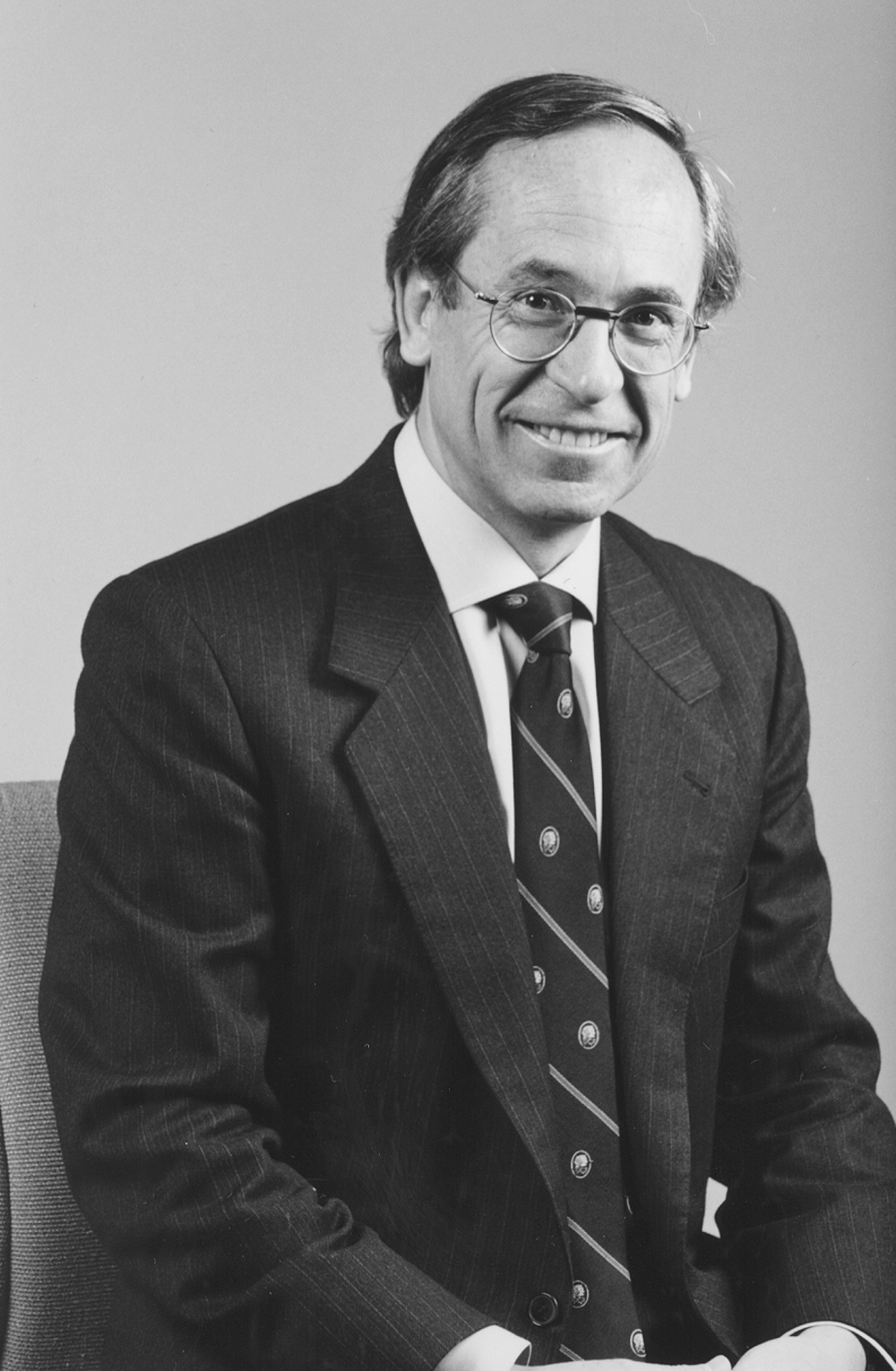
José Piñera Echenique, ministro del trabajo entre 1978 y 1980, creador del sistema de AFP.

Inmediatamente después del golpe de 1973, muchas instituciones laborales, es decir, los canales tradicionales de influencia, tales como oficinas de gobierno, que los sindicatos utilizan para hacer oír su voz, se disolvieron, y algunos sindicatos importantes fueron disueltos. Por lo tanto, los ajustes salariales se convirtieron principalmente en una función de indexación, que, dada la historia inflacionaria de Chile, se había convertido en un elemento establecido de cualquier negociación salarial. La indexación se mantuvo en vigor hasta 1982, a través de diez años de descenso de la inflación.
A partir de octubre de 1973, el gobierno estableció que los ajustes periódicos de los salarios estuvieran vinculados a la tasa de inflación. Los salarios bajos fueron ajustados proporcionalmente más que los salarios altos. Desde 1973 hasta 1979, el Plan Laboral formalizó esta práctica, exigiendo que los acuerdos de negociación colectiva permitieran ajustes salariales iguales o por encima de la tasa de inflación. En 1982, la cláusula de indexación del Plan Laboral fue eliminado. El gobierno continuó la práctica de anunciar periódicamente los reajustes salariales y bonos, con los aumentos salariales usualmente no manteniendo el ritmo de la inflación y que cubría al sector no sindicalizado. El dinamismo de la economía en la década de 1990 dio lugar a aumentos de los salarios reales por encima de los reajustes anunciados oficialmente.
La Ley de Seguridad de Empleo establecía que en la ausencia de "causa justa" para el despido, como la embriaguez, el ausentismo, o robo, un trabajador despedido podía ser reinstalado en su trabajo por un tribunal laboral. Esta ley fue reemplazada por un sistema menos costoso de las indemnizaciones por despido en 1978. El Decreto Ley 2.200 autorizaba a los empleadores a modificar los contratos individuales de trabajo y despedir a trabajadores sin ninguna causa. Se estableció un pago de indemnización mínima que era equivalente a un mes de salario por año de servicio, hasta un máximo del salario de cinco meses. Este nuevo sistema se aplica a todos los nuevos contratos firmados después de agosto de 1981.
Los cambios introducidos por el Decreto Ley 2.200, junto con las reformas de 1979, que establecieron nuevos mecanismos para regular la actividad sindical (Decreto Ley 2.756) y la negociación colectiva (Decreto Ley 2.758), fueron conocidos en Chile como el Plan Laboral. El Decreto Ley 2.756 modificó sustancialmente la legislación tradicional: la afiliación sindical en la empresa se convirtió en voluntaria, y todas las negociaciones ahora deberían llevarse a cabo a nivel de empresa; la negociación entre varias empresas fue eliminada. De acuerdo a la ley anterior, que se había aplicado hasta el golpe de 1973, una vez que la mayoría de los trabajadores de una empresa optaran por afiliarse a un "sindicato industrial" todos los trabajadores pasaban a formar parte de dicho sindicato. Es decir, un sindicato podía tener representación exclusiva de todos los trabajadores de una empresa. El derecho a la negociación colectiva se concedió a los sindicatos a nivel de empresa y también a las federaciones y confederaciones sindicales. Esto dio lugar a algunas negociaciones a nivel sectorial con la participación del Ministerio del Trabajo y Previsión Social a través de la Inspección del Trabajo. Como en el pasado, la nueva ley requiere la participación del 10 % de los trabajadores o un mínimo de 25 trabajadores (en caso de que fuera una empresa grande) para la creación de un sindicato. Los trabajadores no están obligados a ser representados por un sindicato en la negociación colectiva.
El Decreto Ley 2.758 establecía que, en caso de una huelga, una firma podía imponer un cierre patronal y temporalmente despedir a los trabajadores, lo que estaba prohibido por la ley anterior. Al mismo tiempo, el Decreto Ley 2.758 establecía normas acerca de la negociación colectiva, y en su artículo 26 la ley establecía que los salarios nominales de los trabajadores no sindicalizados deben ajustarse o al menos igualar la tasa de inflación. Este artículo, que se convirtió en una grave limitación a la flexibilidad a la baja durante la crisis de 1982, solo puede entenderse en el contexto de una política ya existente de la indexación del 100 % en todos los ámbitos. En 1982, al inicio de la crisis, el artículo 26 fue modificado, eliminado la rigidez a la baja de los salarios reales. Esta reforma a la ley estuvo en vigor hasta abril de 1991, cuando algunos cambios importantes propuestos por el gobierno de Aylwin fueron aprobados por el Congreso Nacional.

### Programas de empleo público
Durante el período de reformas económicas, entre 1975 y 1987, se implementaron dos programas de empleo público. El Programa de Empleo Mínimo (PEM) fue creado en 1975 en un momento en que el desempleo había alcanzado niveles históricos. El programa, administrado por las municipalidades, pagaba un pequeño salario a los trabajadores desempleados, que, por unas horas a la semana, realizaban servicios públicos menores. Al principio, el gobierno restringía fuertemente el ingreso en el programa. Poco a poco, la mayoría de estas restricciones fueron levantadas, y a un mayor número de personas desempleadas se les permitió participar. Así, la proporción de la fuerza laboral empleada por el programa se mantuvo virtualmente constante entre 1977 y 1981, a pesar de la recuperación económica y una reducción en el valor real de la remuneración del PEM.
Cuando Chile entró en una nueva y más grave recesión, el número de personas empleadas por el PEM en la Región Metropolitana de Santiago aumentó de 23 000 en mayo de 1982 a 93 000 en mayo de 1983. El Programa de Ocupación para Jefes de Hogar (POJH), creado en octubre de 1982, empleaba a unas 100 000 personas en el área metropolitana de Santiago de Chile en mayo de 1983. Los dos programas combinados absorbían más del 10 % de la fuerza laboral del Gran Santiago en mayo de 1983. Estos programas también fueron implementados en otras regiones del país. El PEM se redujo drásticamente en febrero de 1984. Asimismo, en diciembre de 1988, solo había alrededor de 5000 personas empleadas por el POJH en todo el país.

### Crisis de 1982: ajustes y recuperación

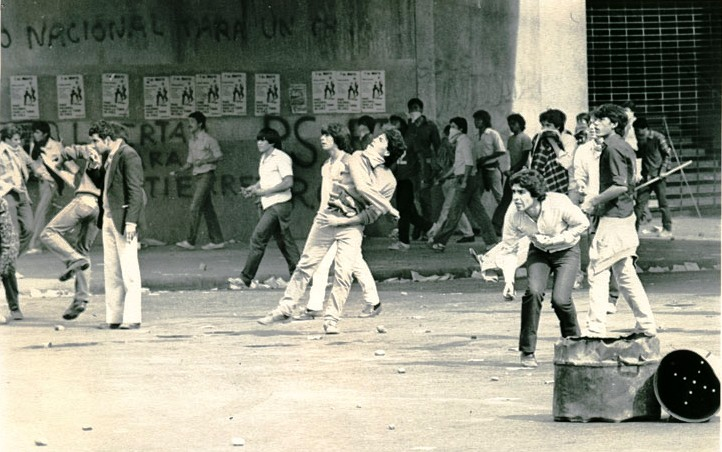
Protestas contra el gobierno de Pinochet en 1984

La crisis de la deuda latinoamericana desatada en 1982 afectó a la economía chilena con especial intensidad, dado que los préstamos extranjeros se congelaron y los términos internacionales de comercio cambiaron drásticamente en contra de Chile. Las políticas implementadas inicialmente para enfrentar la crisis de 1982 se pueden describir como vacilantes. A inicios de 1983, el sector financiero fue nacionalizado como una manera de evitar una crisis bancaria, y fue promulgada una serie de sistemas de subvenciones que favorecían a los deudores. La decisión de subsidiar a los deudores que habían adquirido préstamos en moneda extranjera durante el período del tipo de cambio fijo, y para rescatar a los bancos en problemas, se tradujo en fuertes pérdidas para el Banco Central de Chile, lo que contribuyó a un enorme déficit en las finanzas del sector público. Este déficit, a su vez, se convertiría en una de las causas subyacentes de la inflación de inicios de la década de 1990. Los diferentes sistemas de tipo de cambio fueron juzgados, entre ellos un tipo de interés variable, solo para ser abandonado rápidamente y sustituido por nuevos planes. Se aplicaron políticas destinadas a reestructurar el sector industrial, que había entrado en una profunda crisis como consecuencia del colapso de algunos de los grandes conglomerados, los llamados "grupos". A pesar de este conjunto de medidas, la economía no mostró una respuesta significativa: el desempleo se mantuvo extraordinariamente alto, y la crisis externa, que algunos habían esperado se presentara como solo un revés temporal, se prolongó.
A principios de 1985, cada vez más decepcionado por el desempeño de la economía, Pinochet se volvió hacia un grupo de economistas pragmáticos que favorecían el libre mercado y la estabilidad macroeconómica. Dirigido por el recién nombrado ministro de Hacienda, Hernán Büchi, un economista que había estudiado Administración de Empresas en la Universidad de Columbia, el nuevo equipo económico ideó un programa de importantes ajustes destinado a restablecer el crecimiento, reducir la carga de la deuda externa, y la reconstrucción de la fortaleza del sistema financiero y los sectores manufactureros. Tres ámbitos de la política se volvieron críticos en la implementación del programa: políticas macroeconómicas activas, consolidación de las reformas estructurales orientadas al mercado iniciadas en la década de 1970, y las políticas de gestión de la deuda orientadas a reprogramar los pagos de la deuda y hacer un uso agresivo del mercado secundario. Con la ayuda del Fondo Monetario Internacional (FMI), el Banco Mundial, y mejores términos de comercio, estas políticas lograron concretar sus objetivos.
El programa macroeconómico de un grupo de economistas chilenos conocidos como los "Chicago Boys", que habían guiado las políticas económicas de los primeros años de la administración Pinochet, se había basado en una estrategia de "ajuste automático". A mediados de 1982 este enfoque había generado una severa sobrevaloración de la tasa de cambio real. Por el contrario, el programa macroeconómico resultó en una administración macroeconómica activa y cuidadosamente monitoreada. Una política cambiaria activa, basada en grandes ajustes del tipo de cambio inicial seguido por periódicas devaluaciones pequeñas, se convirtió en una de las políticas más importantes del período posterior a 1982. Entre 1982 y 1988, la competitividad internacional de las exportaciones chilenas se incrementó en gran medida por una depreciación real del tipo de cambio en aproximadamente un 90 %. Esta política no solo ayudó a generar un auge de las exportaciones no tradicionales, sino que también contribuyó a niveles razonables de tasas de interés y para la prevención de la fuga de capitales.
El programa de ajustes que se inició en 1985 también tenía una componente de ajuste estructural que tenía por objeto la consolidación de las reformas orientadas al mercado de la década de 1970 y principios de 1980, incluido el proceso de privatización, la apertura de la economía y el desarrollo de un mercado de capitales dinámico. Había varios objetivos estructurales en el programa de 1985: reconstruir el sector financiero, que había sido casi completamente destruido por la crisis de 1982; reducir los aranceles de importación por debajo del nivel del 35 % al que había llegado durante 1984 a un nivel uniforme de 15 %; y promover las exportaciones mediante un conjunto de incentivos fiscales y una tasa de cambio real competitiva.
Quizás los aspectos más importantes de estas medidas de reforma estructural fueron la privatización y la recapitalización de las empresas y los bancos que habían fracasado durante la crisis de 1982. Como primer paso en este proceso, el Banco Central compró las carteras de los bancos privados en mora. Para financiar esta operación, el Banco Central emitió créditos internos. Los bancos, a su vez, pagaban una tasa del 5 % en las carteras en mora y prometían volver a comprarlas fuera de los beneficios no distribuidos. Este programa de recapitalización tuvo como contrapartida un plan de reprivatización que devolvió la propiedad de los bancos y las empresas privadas que habían sido intervenidas en 1983. El economista y exministro de Hacienda y Economía, Rolf Lüders, estima que cerca de 550 empresas bajo control del sector público, incluyendo la mayoría de las corporaciones más grandes de Chile, fueron privatizadas entre 1974 y 1990. A fines de 1991, menos del 50 % de las empresas se mantenían en el sector público. El programa de privatización aplicado después de 1985 en general ha sido criticado por algunos chilenos y también por algunos economistas internacionales porque los bancos y las empresas manufactureras se vendieron muy rápido y a "precios muy bajos".
El ajuste estructural de Chile en la segunda mitad de los años 80 fue único desde una perspectiva internacional. Las reformas más difíciles, controvertidas y costosas - incluyendo la mayor parte de la privatización, liberalización del comercio, la desregulación financiera y la racionalización del mercado laboral - se llevaron a cabo en Chile en el período 1975-1980, mientras que las medidas adoptadas después de 1985 fueron menores. El éxito del período posterior a 1985 tenía sus orígenes en las primeras reformas. Por ejemplo, el auge de las exportaciones no tradicionales que tuvieron lugar en la segunda mitad de la década de 1980 solo fue posible debido a las inversiones iniciadas casi diez años antes. La respuesta del rápida y flexible de los mercados a los incentivos fue también una consecuencia directa de las reformas microeconómicas de los años 70.
Uno de los temas más debatidos de la recuperación de Chile en la segunda mitad del decenio de 1980 se refiere a los diferentes planes de conversión de la deuda externa encaminados a reducir rápidamente la deuda externa. Cuando la crisis de la deuda estalló en 1982, la deuda externa de Chile era de 17 200 000 000 (diecisiete mil doscientos millones) de dólares, una de las mayores deudas per cápita del mundo. A través del uso agresivo de una variedad de planes de reconversión de la deuda, entre 1985 y 1991 Chile retiró un estimado de 10 500 000 000 (diez mil quinientos millones) de dólares de su deuda, la mayoría del cual se convirtió en capital de empresas chilenas.
Las reservas internacionales netas de Chile ascendieron a 9 000 000 000 (nueve mil millones) de dólares en 1992, lo suficiente para cubrir un año de importaciones y equivalente a aproximadamente la mitad de su deuda externa. El stock de inversión extranjera directa en Chile se estima entre 10 000 000 000 (diez mil millones) y 13 000 000 000 (trece mil millones) de dólares, casi el 30 % del PIB. Cerca de 4 000 000 000 (cuatro mil millones) de estos fueron adquiridos a través de capitalización de la deuda. El programa de canje de deuda finalizó cuando el crecimiento de la inversión directa y la fortaleza de la economía habían acabado con la necesidad de incentivos especiales para atraer capitales extranjeros.

## Restablecimiento de la democracia

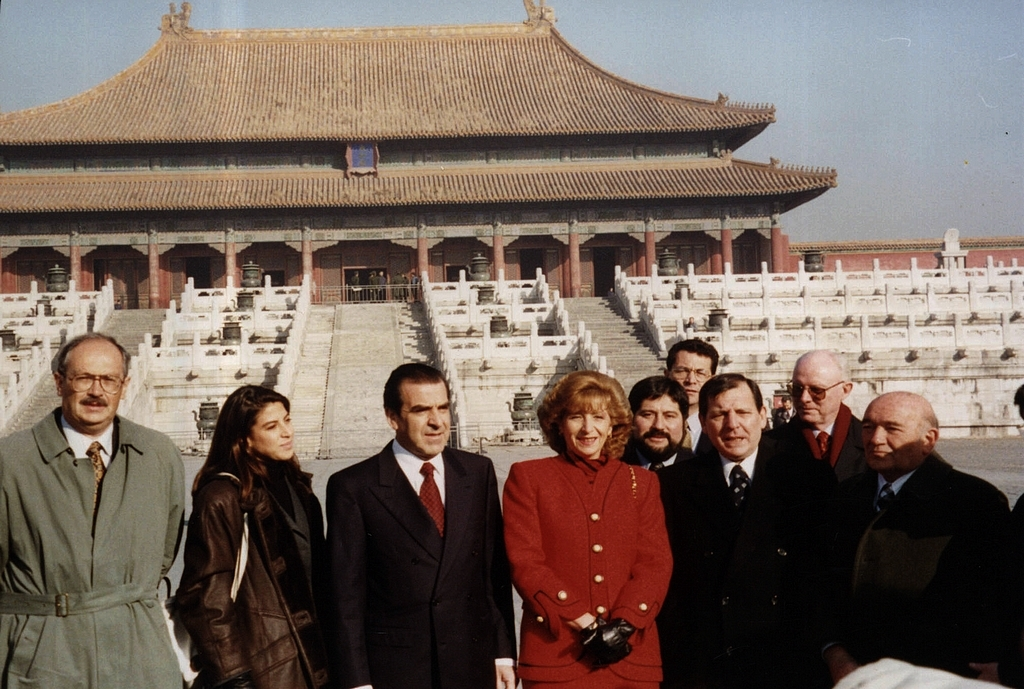
Presidente Eduardo Frei Ruiz Tagle, junto a su comitiva en un visita de estado a China

El 11 de marzo de 1990, el General Augusto Pinochet le entregó la presidencia de Chile a Patricio Aylwin. Cuando la Concertación de Aylwin se hizo cargo del gobierno, Chile presentaba indicadores Macroeconómicos estables desde 1985, pero con un alto nivel de desigualdad, con un sistema precario de seguridad social (laboral, salud, pensiones y educación), donde por 17 años no se había invertido en infraestructura pública.
Durante años, los opositores de la dictadura militar de Pinochet habían argumentado que su programa económico se basaba en ideas ajenas a la tradición chilena[cita requerida]. A principios de 1990, analistas, académicos, agentes de bolsa, y los políticos en todo el mundo se preguntaban si el nuevo gobierno democrático del presidente Aylwin se mantendrían algunos, o en su totalidad, los aspectos más importantes de las políticas orientadas al mercado de la dictadura militar, o si el gobierno de la Concertación reformaría el sistema basándose en las críticas realizadas durante un decenio en la oposición. Lo que hizo a esta pregunta particularmente interesante fue que en el momento de la restauración de la democracia, Chile fue considerado por muchos, incluidas instituciones internacionales como el Banco Mundial y el FMI, como un ejemplo de la forma en que el proceso de ajuste después de una crisis debía llevarse a cabo[cita requerida]. Varios analistas se preguntaban cómo el advenimiento de la democracia podía afectar la política económica chilena. En particular, los analistas estaban preocupados por la actitud del nuevo gobierno hacia el sistema de precios libres y la nueva apertura de Chile a la competencia internacional.[cita requerida]
En cuanto a la competencia de precios, la posición del programa de Aylwin señalaba lo siguiente: "Afirmamos que dentro de una política económica eficaz no hay ningún papel para el control de precios"[cita requerida]. Al discutir el rol del mercado, el programa señalaba: "El mercado no puede ser reemplazado como un mecanismo para que los consumidores expresen sus preferencias"[cita requerida]. Estas opiniones eran bastante distantes de las de los gobiernos de Eduardo Frei Montalva y Salvador Allende en los años 60 y 70. También eran sustancialmente diferentes de las de los críticos del nuevo mercado en los años 70 y mediados de los años 80. De hecho, el programa de la Concertación transmitía que se había producido una importante convergencia de puntos de vista internos sobre el rol de los mercados en el proceso económico.[cita requerida]
Al abordar la apertura de la economía hacia el resto del mundo, el programa de la Concertación señalaba: "Los instrumentos más importantes de la política del sector externo son el mantenimiento de una tasa de cambio real alto y un arancel de importación razonablemente bajo". Esta declaración sugiere que desde su inicio el gobierno de Aylwin no estaba dispuesto a poner en práctica importantes cambios en uno de los rasgos más fundamentales de la nueva economía de Chile.[cita requerida]

### Programas sociales
En busca de la financiación para nuevos programas sociales, el gobierno de Aylwin aclaró inmediatamente que el único modo de aumentar los gastos sociales sin generar presiones macroeconómicas no sostenibles era encontrando fuentes seguras de ingresos del gobierno. Los economistas se asociaron con la Concertación de Aylwin con el fin de poner en práctica sus programas sociales antipobreza, para lo cual se requerían fondos anuales en la orden del 4 % del PIB. Ellos sostuvieron que estos recursos podrían ser obtenidos mediante una combinación de gastos, reasignación, ayuda externa, y aumento de los ingresos fiscales. A fin de poner en práctica estos programas rápidamente, en abril de 1990 el presidente Aylwin presentó al Congreso recién asumido una oferta legislativa apuntada a reformación del régimen fiscal. Los rasgos generales del paquete eran los siguientes: el precio del impuesto sobre la renta corporativa debía ser aumentado temporalmente del 10 % al 15 % para 1991-93; y la base fiscal, que en 1985 había sido definida como ganancias distribuidas, debía ser ensanchada para incluir ganancias totales. El carácter progresista del impuesto de renta personal debía ser aumentado reduciendo el nivel de ingresos en el cual el precio máximo era aplicable; y el Impuesto al Valor Agregado sería aumentado del 16 al 18 %. Durante la mayor parte del gobierno de Pinochet, el IVA había sido del 20 %. Solo fue reducido al 16 % antes de la competencia electoral del plebiscito de 1988 que decidiría la continuación de Pinochet en el poder. Después de intensas y a menudo frustrantes negociaciones entre la administración Aylwin y la oposición, la reforma fiscal fue aprobada a fines de 1990.[cita requerida]
Las reformas laborales de Pinochet de 1978 y 1979 habían sido, desde su inicio, fuertemente criticadas por los opositores de la dictadura militar[cita requerida]. Aunque los Decretos Leyes de 1979 modernizaron las relaciones laborales en algunas áreas, éstas también habían limitado con severidad las actividades sindicales y, como fueron concebidas, rigidizaron las tasas de reajuste de los salarios. La reforma del plan laboral era una prioridad importante del nuevo gobierno democrático.[cita requerida]
Después de que se obtuvo el apoyo de algunos senadores de oposición, una suave reforma laboral fue aprobada en 1991. Una característica importante de la Constitución de 1980 es que estipula los asientos de nueve senadores que eran designados y, por lo tanto, no eran electos por voto democrático, así como los expresidentes y exjueces de la Corte Suprema de Chile. La Concertación careció de una mayoría parlamentaria porque los senadores no elegidos habían sido designados por Pinochet. Por consiguiente, a fin de aprobar las reformas el gobierno tuvo que obtener el apoyo de la opositora Unión por Chile (posteriormente Alianza por Chile) para algunas medidas.
La nueva legislación laboral, entre otros cambios, restringió las causas para despedir a empleados, y aumentó la compensación que las firmas tenían que pagar al despedir a sus empleados. Aunque hubiera un poco de duda de que estas nuevas regulaciones habían aumentado el coste del trabajo, era demasiado temprano saber el efecto de la nueva legislación en la creación de trabajos. Se sabía, sin embargo, que la reforma de las leyes laborales por parte de un gobierno democráticamente elegido tenía enormemente legitimada la modernización de las relaciones de trabajo. De esta forma, el concepto de la flexibilidad del mercado laboral había dejado de tener relación exclusivamente con la dictadura militar.

### Crisis económica asiática de 1998-1999
En el caso de la crisis asiática, las principales dificultades venían dadas por la alta dependencia de la economía de Chile respecto de los mercados internacionales y la baja diversificación de sus destinos de exportación. Hasta ese momento Chile tenía una economía muy abierta, pero poco diversificada, lo que dio origen al concepto de los 3 tercios que hacían referencia a que sus envíos se dividían en: un tercio hacia Estados Unidos, otro para Japón y otro para Europa.
En ese contexto, la caída de Asia se tradujo en reducciones de las exportaciones, en la caída del PIB a 0,9 % en 1999 y aumento del desempleo a tasas del 10 %. La crisis se vio agudizada por el sobre-ajuste monetario aplicado por el Banco Central que casi duplicó la tasa de interés (pasando desde 8,5 % hasta 14 %) en respuesta al fuerte endeudamiento de las familias y a la especulación financiera. La crisis actual nos toma en mejor pie, porque parte de las dificultades del pasado que gatillaron o profundizaron- las crisis, hoy están resueltas.
El sistema financiero está mejor regulado, las exportaciones más diversificadas y el endeudamiento está acotado. Además, el Banco Central posee reservas de dólares por unos 25 000 000 000 (veinticinco mil millones) y el Gobierno central acumula en las arcas fiscales casi 20 000 000 000 (veinte mil millones) de dólares, producto de los ahorros generados por los sucesivos superávits fiscales de los últimos 5 años. Pero lamentablemente, no basta con la solidez macroeconómica y financiera para enfrentar la crisis, porque la contracción de Chile se verá profundizada por problemas ligados a lo estructural de la economía, que se hacen más evidentes en los periodos de dificultades.
Finalmente, frente al proceso de desaceleración en 1999, y subsanada la crisis asiática, el país volvió a la senda crecimiento durante la década siguiente, esta vez con tasas menores de crecimiento, que rondan el 6 % desde el 2000 al 2009, dando término a la década dorada denominada el segundo milagro económico de Chile.